# Etolin Island
Etolin Island fa parte dell'arcipelago Alessandro, nell'Alaska sud-orientale (Stati Uniti d'America). Amministrativamente appartiene al Borough di Wrangell. La sua popolazione ammontava a 15 persone secondo l'ultimo censimento del 2000.

## Geografia
Etolin, circondata da molte piccole isole, si trova a nord-est dell'isola Principe di Galles da cui la divide lo stretto di Clarence. A nord-ovest di Etolin si trova Zarembo Island, a nord Woronkofski Island e a nord-est Wrangell Island.  Etolin è lunga circa 48 km e larga dai 16 ai 35 km; la sua superficie totale è di 869,9 km²; l'altezza massima è di 1204 m. L'isola si trova all'interno del Tongass National Forest e la sua parte meridionale è stata dichiarata nel 1990 area naturale protetta Parco naturale di Etolin (South Etolin Wilderness). Nell'isola è stata introdotta una popolazione di alci di cui è permessa la caccia controllata.

### Insenature e altre masse d'acqua
Intorno all'isola da nord e in senso orario sono presenti le seguenti insenature marine:
- Lato orientale:[6]
  - Stretto di Zimovia (Zimovia Strait)[7] 56°13′03″N 132°19′42″W - Divide l'isola di Etolin dall'isola di Wrangell.
  - Baia di Anita (Anita Bay)[8] 56°11′01″N 132°25′32″W - Si trova a metà del lato occidentale dello stretto di Zimovia.
  - Baia di Olive (Olive Cove)[9] 56°11′11″N 132°19′07″W - Si trova a sud della baia di Anita (lato occidentale dello stretto di Zimovia).
  - Baia di Whaletail (Whaletail Cove)[10] 56°11′10″N 132°15′03″W - Si trova a sud della baia di Olive (lato occidentale dello stretto di Zimovia).
  - Canale di Ernest (Ernest Sound)[11] 55°59′38″N 132°04′30″W - Divide l'isola di Etolin dalla penisola di Cleveland
  - Baia di Southwest (Southwest Cove)[12] 56°05′16″N 132°08′31″W - Si trova sul lato occidentale del canale di Ernest.
  - Insenatura di Menefee (Menefee Inlet)[13] 56°06′21″N 132°13′44″W - Si trova a ovest della baia di Southwestsul (lato occidentale del canale di Ernest).
  - Canale di Canoe (Canoe Passage)[14] 55°59′43″N 132°12′08″W - Passaggio marittimo tra l'isola di Etolin e l'isola di Beownson.
- Lato sud-occidentale (sullo stretto di Clarence):[6]
  - Stretto di Clarence (Clarence Strait)[15] 54°45′00″N 131°42′00″W - Divide l'isola di Etolin dall'isola Principe di Galles.
  - Baia di Dewy (Dewey Anchorage)[16] 55°55′40″N 132°23′21″W
  - Baia di McHenry (McHenry Inlet)[17] 56°01′00″N 132°23′27″W
  - Baia di Jadski (Jadski Cove)[18] 56°01′17″N 132°25′29″W
  - Fiordo di Burnett (Burnett Inlet)[19] 56°07′00″N 132°28′24″W
  - Fiordo di Mosman (Mosman Inlet)[20] 56°06′31″N 132°33′59″W
  - Baia di Cooney (Cooney Bay)[21] 56°04′10″N 132°34′48″W
  - Baia di Rocky (Rocky Bay)[22] 56°03′18″N 132°34′56″W
  - Canale Three Way (Three Way Passage)[23] 56°02′10″N 132°37′08″W
- Lato nord-occidentale (sullo stretto di Stikine):[6]
  - Stretto di Stikine (Stikine Strait)[24] 56°18′42″N 132°36′52″W
  - Baia di Steamer Bay (Steamer Bay)[25] 56°10′00″N 132°42′08″W
  - Baia di Kindergarten (Kindergarten Bay)[26] 56°12′17″N 132°41′38″W
  - Baia di Quiet (Quiet Harbor)[27] 56°14′04″N 132°39′43″W
  - Baia di King George (King George Bay)[28] 56°19′00″N 132°32′42″W
- Lato nord:[6]
  - Canale di Chichagof (Chichagof Pass) 56°21′30″N 132°28′12″W - Canale (o passaggio) tra le isole Etolin e Woronkofski.

### Promontori
Alcuni promontori presenti sull'isola da nord in senso orario:
- Promontorio di Anita (Anita Point) 56°13′40″N 132°22′07″W - Si trova all'entrata sud della baia di Anita.
- Promontorio di Whaletail (Whaletail Point) 56°11′26″N 132°14′17″W - Si trova al centro dello stretto di Zimovia.
- Promontorio di Menefee (Menefee Point) 56°02′46″N 132°10′13″W - Si trova all'entrata meridionale dell'omonima insenatura.
- Promontorio di Kelp (Kelp Point) 55°47′55″N 132°27′02″W - Si trova sullo stretto di Clarence.
- Promontorio di Stanhope (Point Stanhope) 56°00′53″N 132°36′23″W - Si trova sullo stretto di Clarence.
- Promontorio di Harrington (Point Harrington) 56°10′16″N 132°43′33″W
- Promontorio di Steamer (Steamer Point 56°13′00″N 132°42′59″W - Si trova sullo stretto di Stikine

### Laghi
Alcuni laghi presenti sull'isola (le misure possono essere indicative):
| Nome del lago                    | Quota (m s.l.m.) | Dimensioni in chilometri (lunghezza x larghezza) | Coordinate             |
| -------------------------------- | ---------------- | ------------------------------------------------ | ---------------------- |
| Lago di Kunk (Kunk Lake)         | 84               | 2,41 x 0,69                                      | 56°16′38″N 132°25′42″W |
| Lago di Steamer (Steamer Lake)   | 18               | 1,5 x 0,3                                        | 56°06′29″N 132°38′18″W |
| Lago di Olive (Olive Lake)       | 136              | 0,9 x 0,6                                        | 56°10′01″N 132°22′09″W |
| Lago di Burnett (Burnett Lake)   | 66               | 2,41 x 0,3                                       | 56°06′37″N 132°26′15″W |
| Lago di Navy (Navy Lake)         | 68               | 1,61 x 0,2                                       | 56°04′30″N 132°25′29″W |
| Lago di McHenry (McHenry Lake)   | 78               | 1,13 x 0,8                                       | 56°03′44″N 132°20′50″W |
| Lago di Hatchery (Hatchery Lake) | 17               | 1,2 x 0,5                                        | 56°02′29″N 132°24′06″W |

### Fiumi
Principali fiumi dell'isola (le coordinate si riferiscono alla foce):
- Fiume Kunk (Kunk Creek) 56°16′58″N 132°23′40″W - Nasce dal lago di Kunk e sfocia nello stretto di Zimovia.
- Fiume Olive (Olive Creek) 56°10′46″N 132°19′31″W - Nasce dal lago di Olive e sfocia nella baia di Olive.
- Fiume Falls (Falls Creek) 56°02′05″N 132°22′36″W - Nasce dal lago di McHenry e sfocia nella baia di McHenry.
- Fiume Porcupine (Porcupine Creek) 56°07′48″N 132°39′24″W - Nasce nei pressi del lago di Streamer e sfocia nella baia di Steamer.
- Fiume Trout (Trout Creek) 56°01′51″N 132°22′23″W - Nasce tra il monte Etolin e il monte Shakes e sfocia nella baia di McHenry.

### Monti
Elenco di alcuni monti o gruppi montuosi:
| Nome del monte                    | Quota (m s.l.m.) | Coordinate             |
| --------------------------------- | ---------------- | ---------------------- |
| Monte Red (Red Mountain)          | 1.194            | 56°15′31″N 132°33′34″W |
| Picco di Alice (Alice Peak)       | circa 1.500      | 56°14′33″N 132°32′57″W |
| Picco di Virginia (Virginia Peak) | 1.065            | 56°13′31″N 132°27′38″W |
| Colle Steamer (Steamer Knoll)     | 644              | 56°07′30″N 132°41′08″W |
| Monti Keating (Keating Range)     | 929              | 56°09′36″N 132°37′52″W |
| Picco di Navy (Navy Peak)         | 1.061            | 56°04′11″N 132°23′05″W |
| Monte Etolin (Mount Etolin)       | 1.075            | 56°02′12″N 132°16′48″W |
| Monte Shakes (Mount Shakes)       | 980              | 55°59′54″N 132°15′01″W |

## Storia
Le coste sud-ovest ed est dell'isola sono state per la prima volta tracciate nel 1793 da James Johnstone, uno degli uomini della spedizione del 1791-1795 di George Vancouver, ma all'epoca Johnstone non si era reso conto che si trattava di un'isola e Vancouver aveva chiamato Duke of York Island tutte le isole comprese tra lo stretto di Clarence e lo stretto di Ernest (Ernest Sound), considerandole una sola; dopo l'acquisto dell'Alaska è stata rinominata dagli Stati Uniti in onore del finlandese Arvid Adolf Etholén (in russo Адольф Карлович Этолин, Adol'f Karlovič Ėtolin) della Compagnia russo-americana, governatore delle colonie dell'America russa dal 1840 al 1845.

## Galleria d'immagini

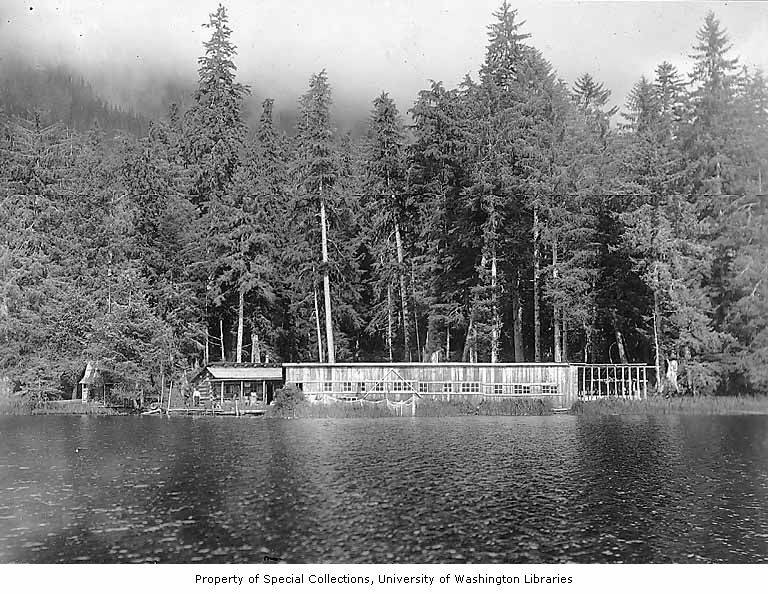
Insenatura di McHenry